# 长青镇 (丹寨县)
长青乡，是中华人民共和国贵州省黔东南苗族侗族自治州丹寨县下辖的一个乡镇级行政单位。
2013年5月20日，贵州省人民政府批复同意撤销丹寨县扬武乡、长青乡，设置扬武镇，镇人民政府驻朱砂村。

## 行政区划
长青乡下辖以下地区：
。

## 中国传统村落
2013年8月，扬颂村被评为第二批中国传统村落。